# Moving to Mars
«Moving to Mars» (в переводе с англ. — «Переезд на Марс») — песня британской группы Coldplay из их мини-альбома Every Teardrop Is a Waterfall. Презентация песни состоялась на официальном канале группы на YouTube 24 июня 2011 года, загрузить её с iTunes стало возможно два дня спустя. Несмотря на то, что песня не была выпущена в качестве сингла, она проникла в чарты. Наилучшего результата удалось добиться в сингл-чарте Испании — 25-е место.

## О песне
Не будучи отобранной в окончательный трек-лист альбома Mylo Xyloto, песня вышла на мини-альбоме Every Teardrop Is a Waterfall. Она начинается как баллада со звуками фортепиано, в остальное время её звучание более соответствует среднетемповому прогрессивному року.
«Moving to Mars» вдохновлена сюжетом документального фильма 2009 года с таким же названием, повествующем о том, как две бирманские семьи были переселены из лагеря беженцев на границе Таиланда и Бирмы на новое место жительства в Великобританию. Этот фильм был снят Мэтом Уайткроссом, в течение долгого времени сотрудничающим с Coldplay и снявшем для группы многие видеоклипы, в их числе «Lovers in Japan», «Every Teardrop Is a Waterfall», «Paradise» и «Charlie Brown».
Песня получила хорошие отзывы от критиков, отмечалось сходство звучания песни с классическим творчеством Coldplay.

## Чарты
| Чарт (2011)                          | Позиция |
| ------------------------------------ | ------- |
| ARIA Charts                          | 71      |
| Бельгия/Валлония (Ultratop 50)       | 49      |
| Canadian Hot 100                     | 64      |
| The Official Finnish Downloads Chart | 30      |
| Франция (SNEP)                       | 70      |
| Испания (PROMUSICAE)                 | 25      |
| UK Singles Chart                     | 163     |
| Billboard Hot Digital Songs          | 74      |
| Billboard Hot 100                    | 90      |